# Грайнбах

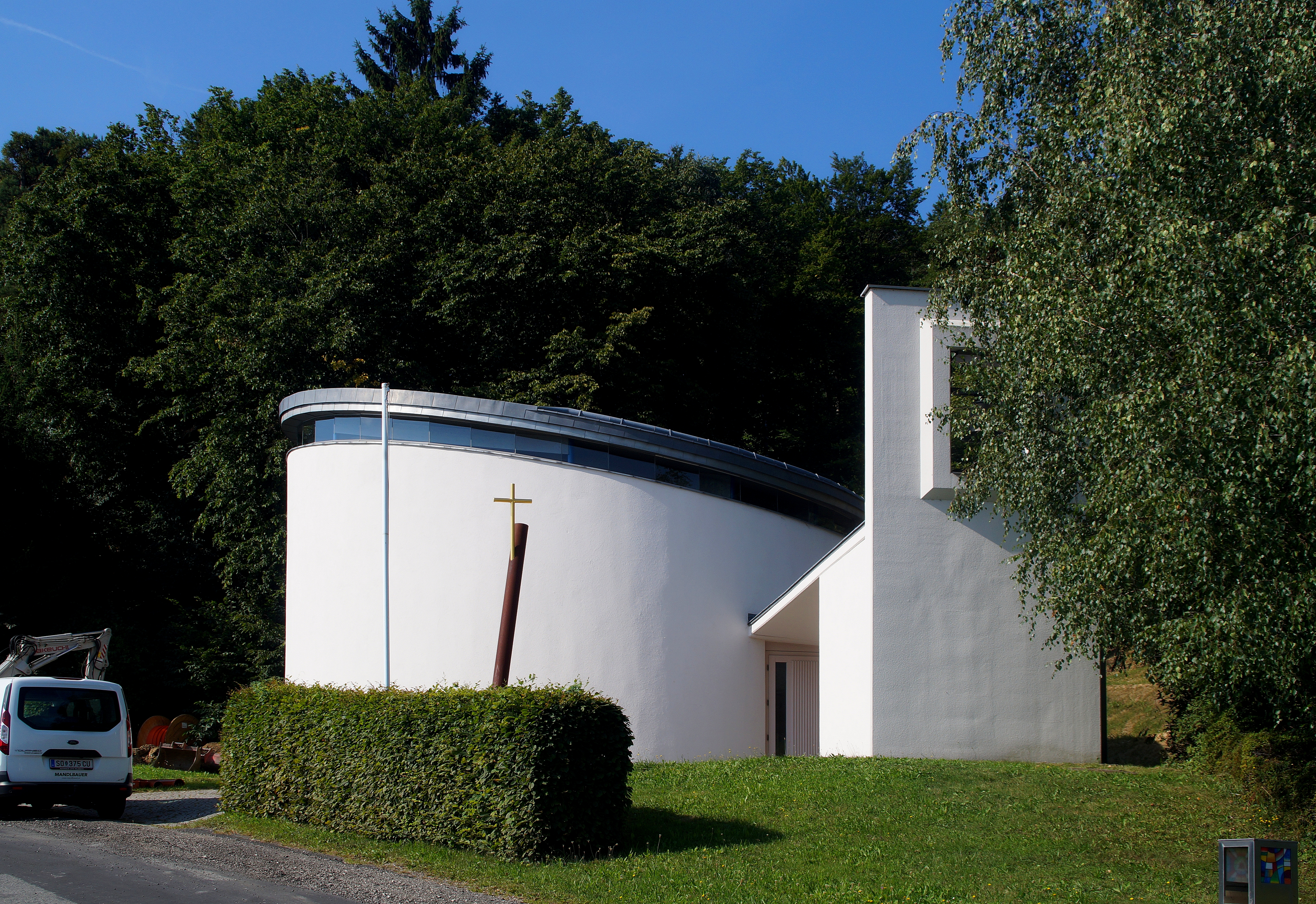
Penzendorf

Грайнбах (нем. Greinbach) — коммуна (нем. Gemeinde) в Австрии, в федеральной земле Штирия. 
Входит в состав округа Хартберг.  Население составляет 1842 человека (на 31 декабря 2005 года). Занимает площадь 23,00 км². Официальный код  —  60 708.

## Политическая ситуация
Бургомистр коммуны — Зигберт Хандлер (АНП) по результатам выборов 2005 года.
Совет представителей коммуны (нем. Gemeinderat) состоит из 15 мест.
- АНП занимает 12 мест.
- СДПА занимает 3 места.